# Mauren und Christen von Alcoy

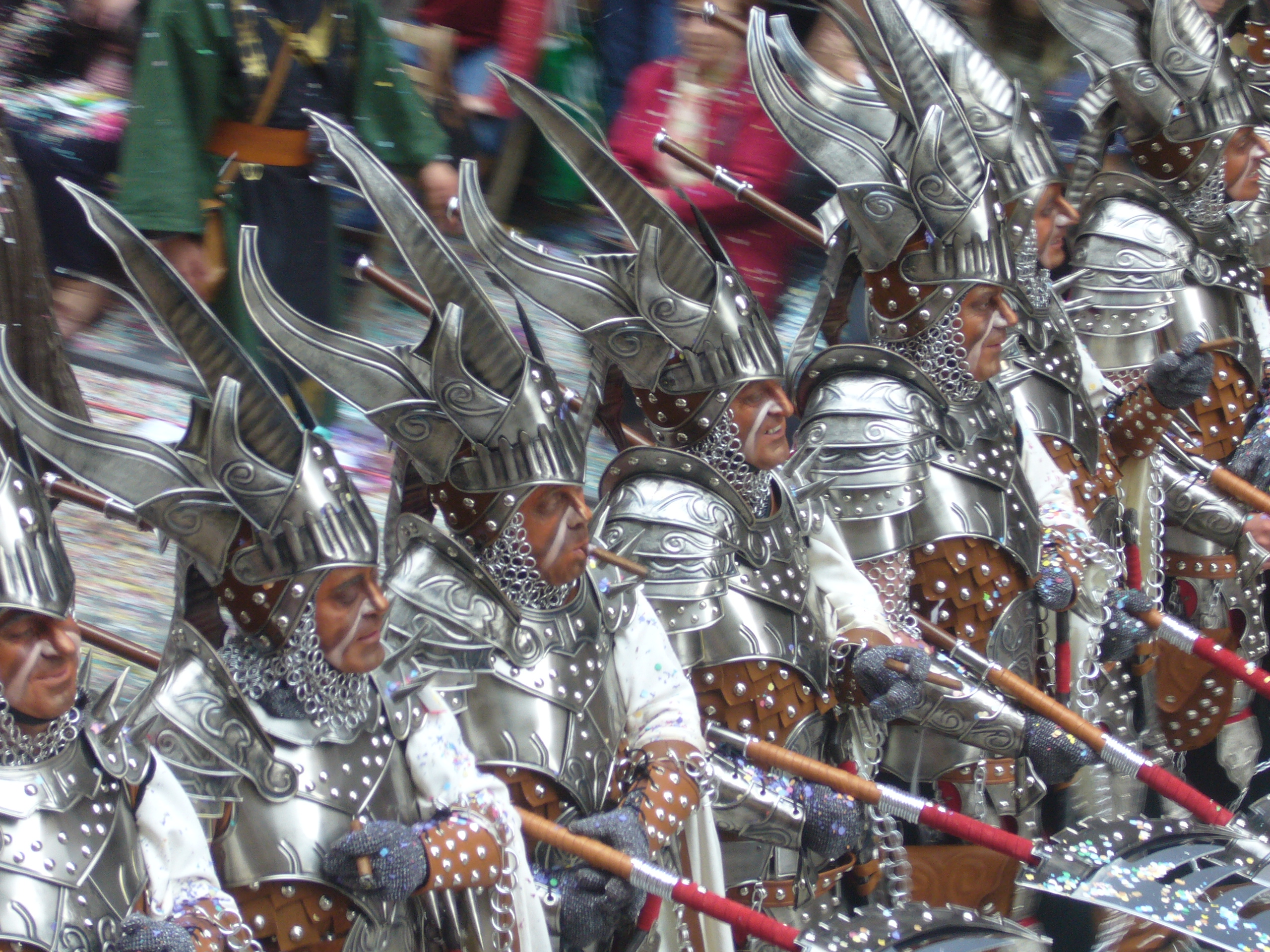
Mauren und Christen von Alcoy

Als Mauren und Christen von Alcoy (valencianisch Moros i cristians d'Alcoi, spanisch Moros y cristianos de Alcoy) wird ein Fest in der Stadt Alcoy (Alicante, Valencianische Gemeinschaft) bezeichnet, das den Kampf zwischen muslimischen Mauren und Christen im Rahmen der Eroberung und Rückeroberung der iberischen Halbinsel darstellen soll.
Das Fest in Alcoy gilt als berühmtestes der Moros-y-Cristianos-Spektakel. Es findet jährlich um den Georgstag (23. April) statt. Dabei wird des heiligen Georg gedacht, der nach einer Legende während des Kampfs gegen die Mauren erschien und den Christen zu Hilfe kam.
Das Fest von Alcoy erhielt bereits 1980 das Prädikat „von internationalem touristischem Interesse“ und gilt als Wiege aller Mauren-und-Christen-Feste in der Valencianischen Gemeinschaft.

## Galerie

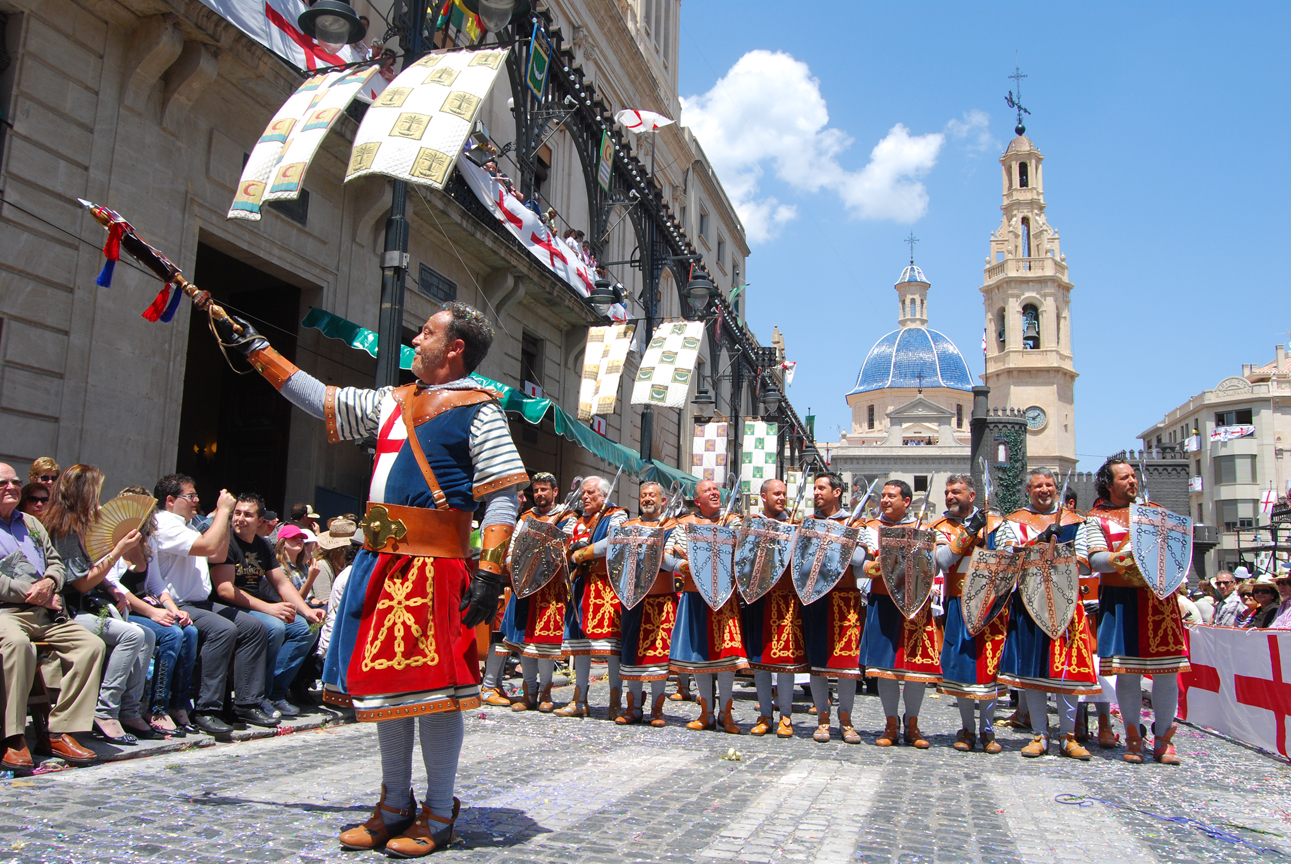
Filà Navarros Alcoy 2011
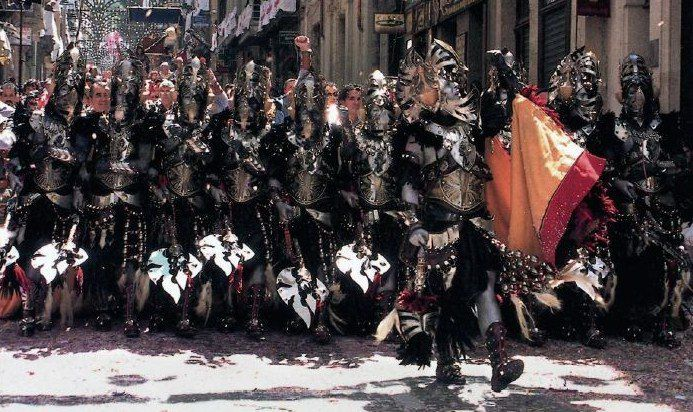
Negros tomasinas alcoy 2004
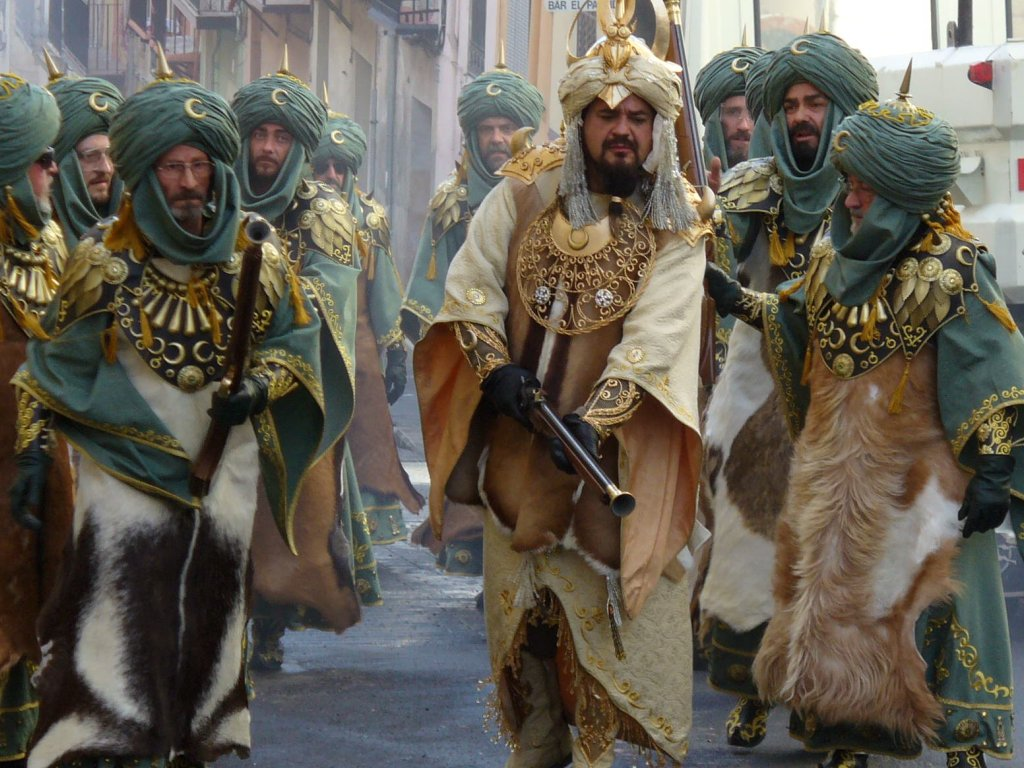
Detalle alardo 2007
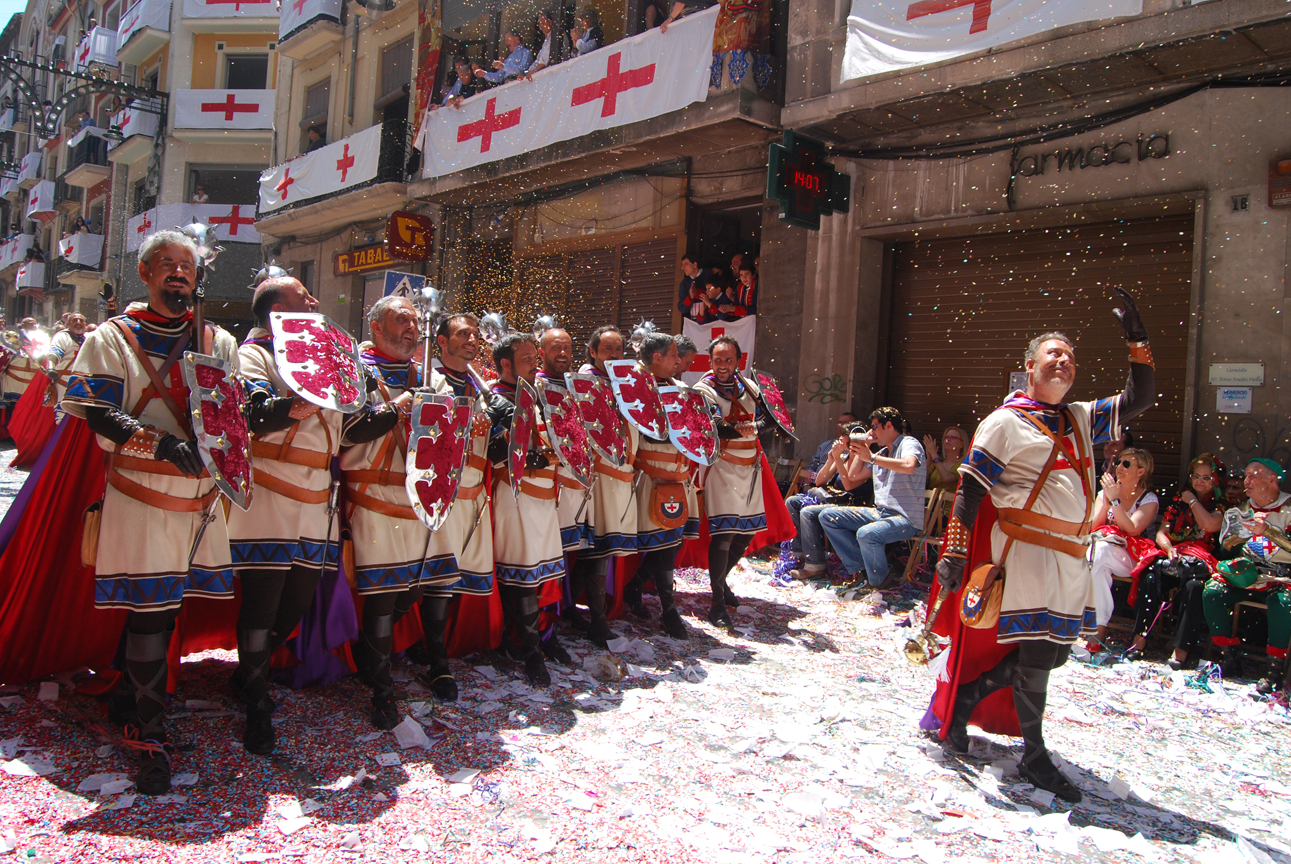
Filà Vascos Alcoy 2011